# Seven (ca sĩ Hàn Quốc)
Choi Dong Wook (tiếng Hàn: 최동욱, sinh ngày 9 tháng 11 năm 1984), thường được biết đến với nghệ danh Se7en (phát âm như "seven", tiếng Hàn: 세븐), là một nam ca sĩ Hàn Quốc theo dòng nhạc pop và R&B. Se7en gia nhập YG Entertainment năm 15 tuổi và bắt đầu luyện tập từ đó. Sau 4 năm luyện giọng và nhảy, Se7en đạt được thành công đầu tiên năm 2003 và lan rộng ra cả châu Á. Se7en đã cho ra mắt 5 album (4 bằng tiếng Hàn, 1 bằng tiếng Nhật), rất nhiều solo, và ấp ủ hy vọng trở thành ca sĩ nổi tiếng trên thế giới.
Hiện tại Se7en đã rời khỏi YG, chính thức công bố khởi đầu mới của mình với công ty Eleven Nine: http://1109ent.com/
Ngày 23/12, đại diện của Eleven Nine phát biểu, "SE7EN đã chính thức khánh thành tòa trụ sở của ELEVEN NINE ENTERTAINMENT tại khu Hongdae, Seoul."

## Sự nghiệp
Sau lần công diễn đầu tiên, Se7en hoạt động dưới thương hiệu YG Entertainment. Sự nghiệp của anh là một chuỗi hoạt động quảng cáo cho bài hát của mình qua những buổi biểu diễn trên TV, đài, và thỉnh thoảng, liveshow. Anh cũng bắt đầu học tiếng Nhật để chuẩn bị cho những hoạt động quảng cáo album ở Nhật năm 2005. Hiện anh đang trau dồi tiếng Anh để thực hiện album ở Mĩ được dự tính vào năm 2007.
Se7en không ngừng đi đến các nước châu Á, đặc biệt là Nhật, Đài Loan, Thái Lan, Trung Quốc. Anh cũng biểu diễn một vài lần ở Mĩ, cụ thể là Los Angeles, New York City, và Washington DC.
Ngoài biểu diễn, anh còn tham gia rất nhiều gameshow tại Nam Hàn Quốc và Nhật Bản, và các chương trình quảng cáo như Anycall, Baskin Robbins, Coca Cola, LG telecom, Sprite và gần đây nhất, K-SWISS. Anh đã có 5 liveshow ở Nhật Bản: một lần năm 2005 ở Yokohama, vào năm 2006, 2 lần ở Tokyo và 2 lần ở Osaka. Anh tổ chức tổng cộng 3 liveshow cho album "24/SE7EN" vào tháng 6 năm 2006 ở Seoul, Nam Hàn Quốc. Sự nổi tiếng của anh đã mang lại giải thưởng Ca sĩ Hàn Quốc được yêu thích nhất trong giải thưởng MTV châu Á năm 2006 tại Bangkok, Thái Lan, và giải thưởng MTV Best Buzz Asia Award 2006.
SE7EN đã công bố việc thành lập của Eleven Nine vào hồi tháng 7/2015. Toàn bộ nhân viên những người đã làm việc cùng anh từ khi ra mắt vào năm 2003 đã cùng góp sức phát triển công ty trong lĩnh vực âm nhạc, quản lý diễn viên, sản xuất các màn trình diễn và đào tạo nghệ sĩ mới.
Ngoài Eleven Nine ra thì MOMOCON, một nhóm truyền thông trên điện thoại do Se7en đầu tư cũng đang đặt trụ sở trong toà nhà.
"Từ xây dựng tòa nhà cho tới sắp xếp không gian, Se7en đã bỏ rất nhiều công sức cho việc kinh doanh này", một đại diện cho biết. "Ngay sau khi chính thức hoạt động, chúng tôi sẽ đền đáp lại tình cảm của các fan và phát triển thành một công ty giải trí với những ảnh hưởng tốt đẹp trong nhiều lĩnh vực".
"Ngôi nhà" vững chắc Elevenine của Se7en mặc dù khởi đầu là "công ty một thành viên" thế nhưng năm sau sẽ đột phá trở thành công ty giải trí tổng hợp. Hiện tại đã có một số nghệ sĩ đồng nghiệp liên lạc với Se7en nói rằng "Muốn cùng cộng tác". Trong số những người tham gia hội ý lần cuối cùng để xây dựng thành một gia đình chung có cả diễn viên, do đó chúng ta có thể thấy triển vọng một công ty tươi sáng với những thành viên mới.

### Album đầu tay ở Mĩ
Se7en đang làm việc cùng với Rich Harrison - từng đoạt giải Grammy - trong album solo tại Mĩ, dự định ra mắt vào mùa xuân năm 2007. Se7en và YG Family (kể cả Big Bang, Jinusean và Gummy) gần đây đã xuất hiện trên MTV K, cùng với 3 liveshow ở Washington DC, New York City, và Los Angeles, để kỉ niệm 10 năm YG Family và để quảng cáo cho album của Se7en. Đoạn phim do MTV K được phát sóng ngày 11 tháng 12 năm 2006.
Se7en sẽ song ca với Amerie trong bản remix của "Take control".
Yang Hyun Suk, (CEO của YG Entertainment) đã thông báo rằng ca sĩ rap người Mỹ, Fabolous, sẽ có mặt trong album solo của Se7en ở Mĩ.

### Sự nghiệp diễn xuất
Se7en chính thức chấp nhật thủ vai chính trong bộ phim Hàn Quốc "Goong S", một chuyển thể của Goong (Hoàng Cung). Tập đầu tiên đã trình chiếu vào ngày 10 tháng 1 năm 2007 trên kênh MBC; mức đánh giá trên toàn thế giới là 14.7%.
2015, Se7en tiếp tục thử sức trong lĩnh vực nhạc kịch sau nhiều năm vắng bóng, với vở Elisabeth. Được dàn dựng theo một cuốn sách của Áo, vở nhạc kịch kể về một hoàng hậu Áo ngày càng ám ảnh với cái chết.Khi tham gia vở nhạc kịch này, Se7en sẽ sử dụng tên thật là Choi Dong Wook. Trong vở nhạc kịch, vai diễn của anh, Der Tod, không phải là nhân vật chính. Tuy nhiên các màn vũ đạo mạnh mẽ và các ca khúc rock của nhân vật này là điểm nhấn của vở nhạc kịch.Thành công của vở nhạc kịch đưa Se7en đến với nhiều dự án nhạc kịch mới tại Hàn và Nhật. Năng lực diễn xuất và ca hát của anh một lần nữa được đánh giá cao

## Tài năng

### Chất giọng
Giọng của Se7en được xếp vào giọng nam cao. Giọng ca của anh được miêu tả là một giọng êm dịu, ngọt ngào và nhiều khi có sức bào mòn mạnh mẽ khi hát những bài hát như "Crazy" and "I Know". Anh thường hát với tiếng rung trong giọng như những ca sĩ R&B Mĩ thường hát, và cũng đập dồn dập như trong bài "Passion". Se7en luôn giữ trong mình một lời hứa là không bao giờ hát nhép trong mỗi cuộc biểu diễn của mình.

### Nhảy
Thêm vào đó, Se7en được biết đến với những điệu nhảy của mình. Phong cách nhảy của anh, cũng như thanh âm, cũng rất nhẹ nhàng và hướng đến freestyle (nhảy tự do) hơn là choreography nặng. Một vài kỹ thuật và anh sử dụng trong khi trình diễn là trượt, ưỡn ngực, và chào sân. Chiêu break của anh, trong lúc biểu diễn bài "Come Back to Me", là Nike. Gần đây, anh đã biểu diễn gainer và pike trong bài "I Know".

## Danh sách đĩa nhạc

### Album tiếng Hàn
- Just Listen (album) (2003)
- Must Listen (album) (2004)
- 24/Se7en (2006)
- Se7olution (2006)
- I AM SE7EN (album) (2016)

### Đĩa đơn tiếng Hàn
- Crazy - (2004.12.01) - 1st Commercial Korean digital single
- 747 - (2007.6.29) - digital single

### Album tiếng Nhật
- First SE7EN (2006.03.08) #15 Oricon Weekly Chart (Tổng lượng bán: 18.710)

### Đĩa đơn tiếng Nhật
- Hikari (光) (2005.02.23) #28 Oricon Weekly Chart (Tổng: 16.412)
- Style (2005.05.18) #10 Oricon Weekly Chart (Tổng: 16.426)
- Start Line (スタートライン) / Forever (double A-side single) (2005.10.19)
- I Wanna... (2006.09.13) #10 Oricon Weekly Chart (Bán được tuần đầu: 9.265)
- Aitai (会いたい) (2007.03.28) #10 Oricon Daily Chart, #17 Oricon Weekly Chart (Tổng: 8.039)
- Ari no Mama (ありのまま) (2007.07.04) #5 Oricon Daily Chart, #11 Oricon Weekly Chart (Tổng: 11.284)
- Kimi Dake ni (君だけに) (2008.01.23) Đĩa đơn kỹ thuật số tiếng Nhật đầu tiên

## Giải thưởng
- 2003 27/11: M.net Music Video Festival - Giải thưởng video của ca sĩ nam mới
- 2003 5/12: The 18th Golden Disc - Giải thưởng ca sĩ mới
- 2003 10/12: KMTV Korean Music Awards - Giải thưởng giọng ca nam mới
- 2003 12/12: MTV Korea Seoul Music Awards - Giải thưởng ca sĩ mới
- 2003 29/12: SBS Bài hát yêu thích - Giải thưởng ca sĩ mới
- 2003 29/12: MBC Entertainment Awards - Giải thưởng đặc biệt dành cho ca sĩ nhạc pop
- 2003 21/12: MBC Top Ten Vocalist Awards - Giải thưởng giọng ca mới
- 2004 2/12: The 19th Golden Disc - Giải thưởng chính + Giải thưởng video được yêu thích
- 2004 4/12: M.net & KM Music Video Festival - Giải thưởng giọng ca nam đơn
- 2004 30/12: KBS Korea Pop Award - Giải thưởng chính
- 2004 31/12: MBC Top Ten Vocalist Award - Giải thưởng chính
- 2005 28/5: Channel V Thái Lan Awards - Asian Sensation Award
- 2006 14/1: China Original Music Ranking Chart SPRITE Awards - Ca sĩ hay nhất ở châu Á
- 2006 9/3: Japan Golden Disc - Giải thưởng đặc biệt
- 2006 6/5: MTV Asia Awards - Ca sĩ Hàn Quốc được hâm mộ
- 2006 27/5: MTV Video Music Awards Japan - Best Buzz Asia từ Hàn Quốc
- 2006 1/12: MTV Korea 16th Seoul Music Awards - Giải thưởng video hay nhất- 난 알아요
- 2006 29/12: SBS Gayo Daejun - Giải ca sĩ hàng đầu (Bonsang)
- 2007 21/8: M.net Summer Break 20's Choice - Giải nam ca sĩ xuất sắc nhất
- 2017 Giải nam diễn viên chính xuất sắc nhất vai Triều Tiên Minh Tông Lý Hoàn (Yi Hwan) trong phim Cuộc chiến nhân trung (Tranh giành hoàng vị)